# Брат. 25 лет
«Брат. 25 лет» — книга-антология комиксов о персонажах кинодилогии «Брат» и «Брат 2» российского режиссёра Алексея Балабанова. Создана издательством Bubble Comics в рамках инициативы «Брат. 25 лет», устроенной кинокомпанией «СТВ» в честь юбилея с момента выхода оригинального фильма. Кураторами проекта выступили главный редактор издательства Bubble Comics Роман Котков и белорусский сценарист Алексей Замский, известный как автор серии комиксов «Игорь Гром». Официальный анонс произведения прошёл на фестивале поп-культуры Bubble Comics Con в декабре 2021 года. Выход комикса состоялся 27 августа 2022 года.
В книге содержится 10 различных историй, так или иначе связанных либо с персонажами «Брата» вроде главного героя Данилы Багрова, либо с самим фильмом как таковым. Над каждым сюжетом работала отдельная команда из сценариста/сценаристов, художника и колориста, при этом истории выполнены в совершенно разных жанрах: от криминального боевика, близкого по духу к оригинальным фильмам, до киберпанка. Действие некоторых сюжетов разворачивается как до, так и после событий фильмов, а некоторые из них переосмысливают те или иные сцены из фильмов. В создании сборника участвовали как ветераны Bubble, так и авторы, ранее никогда не работавшие над комиксами.
В большинстве своём комикс-антология получила благоприятные отзывы от прессы и критиков. Журналисты и обозреватели отмечали схожесть подачи рисованных историй с настроением фильмов Балабанова, а также интересные интерпретации знакомых персонажей. Положительной оценки удостоилась как работа сценаристов, так и иллюстрации художников. Одними из лучших сюжетов сборника были названы работы Алексея Замского, Надежды Коноваловой и Виталия Терлецкого. Помимо этого рецензенты отмечали, что, несмотря на самые разные сеттинги, жанры и настроения историй, они всё ещё гармонично сосуществуют друг с другом.

## Состав антологии
- «Фильм поколения» (Сценарист: Алексей Замский / Художник: Евгений Борняков / Колорист: Анастасия Троицкая) — повествует о школьнике Дане, поклоннике «Брата». Он воображает, что рядом с ним находится Данила Багров, общающийся с мальчиком и дающий ему всяческие советы[1]. В школе Даня непопулярен, из-за увлечённости старым кино и культурой 90-х над ним потешаются одноклассники и близкие, а сам он не может набраться уверенности, чтобы заговорить с понравившейся ему девочкой Светой. Однажды, дожидаясь в подъезде Свету, чтобы признаться ей в своих чувствах, он замечает, как к её отцу подходят некие мужчины, которые, как кажется мальчику, начинают запугивать его, угрожая «похоронить». Боясь за Свету и её семью, он решает пригрозить подославшему их мужчине, используя самодельную взрывчатку. Мужчина рассказывает, что не является бандитом — он старый коллега её отца, решивший таким образом «предупредить» его о надвигающихся проблемах. Позже Даня встречает Свету, и вместе они начинают слушать музыку из его старого CD-плеера[2][3][4][5].
- «Вокруг да около» (Сценарист: Виталий Терлецкий / Художник: Дмитрий Феоктистов / Колорист: Анастасия Троицкая) — предыстория антагониста первого фильма, бандита по кличке Круглый. Диалоги в «Вокруг да около» полностью состоят из пословиц и присказок, вроде «любишь медок — люби и холодок» или «на смерть надейся, а сам не прощай», подобных тем, которые часто использовал Круглый в фильме. Сама история повествует о жизни Круглого до превращения в бандита: показаны его юные годы, служба в армии и его первые заказные убийства в Питере, а концовка истории подводит к первому фильму[2][3][6][7][8][5].
- «Зелёный чай» (Сценарист: Алексей Хромогин / Художник: Елизавета Валикова / Колорист: Марина Васёва) — рассказывает о второстепенном персонаже, трамвайном контролёре из культовой сцены первого «Брата», в которой Данила Багров помогает ему взять штраф у двух «зайцев», не заплативших за билет[9]. Контролёр показан как стеснительный мужчина, любящий зелёный чай. Его не уважают на работе коллеги, не считая девушки Светланы, работающей в кафетерии. Она единственная верит контролёру, когда тот возвращается с работы и рассказывает о Даниле Багрове и случае в трамвае[2][3][5].
- «С другой стороны» (Сценарист: Денис Золотов / Художник, колорист: Александр Андрианов) — история начинается во время финала первого фильма, где Данила обнимает сдавшего его бандитам трясущегося Виктора по прозвищу «Татарин», своего брата. Братья начинают вспоминать детство, как старший выручал младшего, после чего история переносится на несколько десятилетий назад и рассказывает о становлении Виктора до событий фильма[3][10][5].
- «Смерть космонавта» (Сценарист: Евгений Федотов / Художник, колорист: Андрей Васин) — в коротком фантасмагоричном сюжете показывается убийство мальчика в скафандре космонавта группой бандитов, один из которых — герой актёра Игоря Лифанова из первого фильма. «Смерть космонавта» символизирует отказ от детской мечты стать космонавтом, за которым следует падение персонажа в мир организованной преступности[4][8][5].
- «Брат 2102» (Сценарист: Екатерина Десятникова, Алексей Замский / Художник: Евгений Францев / Колорист: Карина Ахметвалиева) — рассказ в сеттинге футуристического киберпанка. Данила Багров приходит в себя после криозаморозки и выясняет, что оказался в будущем. Его приветствует его брат, Виктор «Татарин». Как выясняется, в будущем люди стали клонировать друг друга, и в конечном итоге клоны стали выполнять всю работу за людей. Из-за этого обычные люди, оригиналы, стали подвергаться дискриминации. Виктор просит Багрова убивать мешающих его бизнесу клонов, но вскоре оказывается, что сам Данила — один из множества клонов оригинального Багрова, которых использовал, а затем убивал его брат Виктор. Клон Данилы мстит своему «брату», после чего начинает искать других клонов «себя»[3][7][5].
- «Страна кариеса» (Сценарист: Юрий Некрасов / Художник: Антон Савинов) — выполненная в памфлетной стилистике история о Татарине, вернувшемся из Америки в Россию спустя много лет. Прибыв в Питер в поисках своего брата Данилы, он обнаруживает, что многое изменилось, а по их с братом истории были сняты фильмы. Татарин находит актёра, исполнившего в фильмах его роль, и который выглядит точь-в-точь как он сам. Актёр рассказывает, что Данила мёртв, однако Татарин не верит в это и продолжает поиски. В конечном итоге он находит брата на кладбище среди могил своих знакомых — персонажей из фильмов «Брат»[5].
- «Где служил» (Сценарист: Андрей Воронин / Художник, колорист: Андрей Васин) — короткая зарисовка, показывающая воспоминания Данилы в моменты, когда его спрашивали, где он отслужил, а он отвечал, что отсиделся в штабе писарем, хотя воспоминания демонстрируют его участие в Первой чеченской войне[2][3][11][5].
- «Старый друг» (Сценарист: Надежда Коновалова / Художник: Юлия Казанина / Колорист: Дарья Кислюк) — главным действующим лицом является проститутка Даша по прозвищу «Мэрилин», героиня «Брата 2». Теперь, по прошествии лет, она пенсионерка, воспитывающая двух внучек и попутно решающая проблемы с преступностью при помощи своего авторитета. Она также часто навещает своего «старого друга» — могилу Данилы Багрова на кладбище. Она приносит цветы на его могилу и ведёт монолог у надгробия о том, что значат его слова о «силе» и «правде»[3][4][6][8][5].
- «Старики-разбойники» (Сценарист: Алексей Замский / Художник: Аскольд Акишин) — протагонистом этого сюжета является люмпен по прозвищу «Немец», переживший «лихие» 90-е и с трудом привыкающий жить в XXI веке. Багров при этом погиб при сходе ледника в Кармадонском ущелье, а сам Немец коротает свои дни с другими бомжами и люмпенами в беседке на кладбище[2][3][4][5].

## История создания

### Авторский состав
За создание комикса отвечали множество различных авторов издательства Bubble Comics, а кураторами проекта выступили главный редактор Bubble Роман Котков и белорусский сценарист Алексей Замский, работавший над серией комиксов «Игорь Гром» и несколькими выпусками «Майора Игоря Грома». Замский, помимо руководства проектом, выступил как автор трёх сюжетов сборника: «Фильм поколения», «Старики-разбойники» и «Брат 2102» — последний он написал совместно со сценаристкой Екатериной Десятниковой. Евгений Федотов, один из первых работников Bubble и соавтор большей части первых выпусков серий «Майор Гром» и «Бесобой», написал сюжет «Смерть космонавта». Комиксист Виталий Терлецкий, выступивший автором сюжета «Вокруг да около», также ранее сотрудничал с Bubble — в рамках издательства была выпущена его работа «ТурбоКарп». История «Зелёный чай» наоборот, была написана сценаристом комиксов, который ранее не работал с Bubble — Алексеем Хромогином, создателем комиксов «Огни в лесу» и «50 лет любви». Авторами историй также стали писатели, для которых публикация в сборнике стала их дебютной работой над комиксами: Юрий Некрасов, Денис Золотов, Андрей Воронин и Надежда Коновалова.
Среди художников по большей части преобладают новые авторы, за несколькими исключениями. Так, Андрей Васин, нарисовавший истории «Смерть космонавта», «Где служил» и обложку книги, является ветераном издательства Bubble и работал в компании ещё с самого её зарождения, в то время как иллюстратор истории «Старики-разбойники» Аскольд Акишин — один из наиболее известных российских иллюстраторов комиксов, получивший известность главным образом по графическим адаптациям классики художественной литературы, от работ Булгакова до Достоевского. Некоторые из других художников сборника, как и Васин, уже имели опыт работы с Bubble: Евгений Борняков нарисовал несколько выпусков серии «Метеора», Дмитрий Феоктистов — сюжет «Где-то под Питером» серии «Майор Игорь Гром», Елизавета Валикова была одним из иллюстраторов сборника комиксов «СоюзМультКомикс», Александр Андрианов создал несколько обложек для комиксов Bubble, а Евгений Францев рисовал серию «Сокол», победившую в конкурсе «Новые герои Bubble». Сотрудничали с издательством Bubble впервые художники Антон Савинов, известный по комиксу «Доктор Люцид», а также Юлия «Varasabi» Казанина.

### Производственный процесс
Наш сборник скорее про эффект, который оказал фильм на несколько поколений российских зрителей, это попытка осмысления наследия Данилы Багрова, его влияния на культуру, менталитет, настроения в обществе. И конечно, мы говорим об изменениях, произошедших за четверть века. «Брат» — смысловой фундамент и миф, который каждый волен понимать по-своему.
Идея о создании комикса по мотивам «Брата» Алексея Балабанова принадлежит кинокомпании «СТВ», обратившейся в издательство Bubble с целью реализовать проект. Сама идея проекта возникла как часть инициативы по празднованию 25-летия франшизы «Брат», в рамках которой, помимо создания других тематических товаров, состоялись повторные показы фильмов дилогии. В издательстве приняли предложение, так как работники компании были поклонниками фильмов о Даниле Багрове, а также посчитали, что подобный проект поможет расширить аудиторию российского комикса. Работу кураторы проекта, Роман Котков и Алексей Замский, начали с рассматривания вариантов, как отобразить в комиксе фильм «Брат» не как «слепок эпохи», а как нечто, что будет воспринимать современный зритель/читатель, незнакомый с временами и реалиями 90-х. При этом кинокомпания «СТВ», давшая лицензию на производство комикса, дала команде издательства и полную творческую свободу. Авторы хоть и «плотно общались» с компанией «СТВ» в процессе создания произведения, по большей части опирались именно на своё собственное видение и восприятие фильмов Балабанова. Котков назвал эти фильмы «капсулой времени», сохранившей в себе ожидания, страхи и надежды целого поколения. Креативный директор лицензионного направления компании «СТВ» Андрей Полосухин так описывал решение сделать новый проект по «Брату» в формате комикса:
Мы просто думали, что мы можем сделать к 25-летию фильма, и основная задача была — не повторять то, что мы делали раньше, а привлечь новую аудиторию. Мы видели большой интерес со стороны молодой аудитории, которая не выросла на этом фильме, а посмотрела его первый раз относительно недавно. И нам показалось, что комикс — это отличный формат. Современный, мы к нему ни разу не обращались в переосмыслении творчества Алексея Октябриновича, и это может быть очень интересно.
По итогу Котков и Замский решили создать определённое количество историй, которые не будут являться прямым продолжением существующих фильмов, а, скорее, будут размышлениями над затронутыми в фильме темами и судьбами его героев. Замский признавался, что большая часть историй выстроена в жанрах сиквелов и приквелов, так как, по мнению авторов, это позволило бы лучше «связаться» с массовой аудиторией. Замский говорил, что написание нескольких сюжетов для сборника о «Брате» стало для него огромной ответственностью, так как он чувствовал себя ответственным перед наследием Балабанова и потому старался соответствовать планке качества, поставленной режиссёром. Сценарист также считал, что Данилу Багрова нельзя назвать привычным «супергероем» и что это определение персонажа закрепилось за ним в народе, скорее, в ироничном смысле. Работа Коткова и Замского как кураторов проекта заключалась в отборе сценариев и заявок на сборник, контроль и направление авторов. Также они следили, чтобы художники изображали знакомых по фильму персонажей максимально узнаваемо. На момент мая 2022 года сценарий историй сборника был закончен, шёл процесс создания иллюстраций, а также их покраски колористами.
Изначально планировалось от 7 до 9 историй, однако в какой-то момент командой было решено немного увеличить как количество сюжетов, так и общее время работы над сборником. Так, после анонса книги на Bubble Comics Con в декабре 2021 года, с Романом Котковым, по его словам, связался некий журналист, интересовавшийся, будет ли в сборнике работы известного российского художника Аскольда Акишина. Котков ответил на вопрос утвердительно, хотя на тот момент никаких договорённостей с художником не было. После этого издательство предложило Аскольду поработать над «Братом», на что художник согласился. Однако сюжет «Старики-разбойники», иллюстрации для которого и рисовал Акишин, разрабатывался второпях: у Акишина было крайне мало времени из-за предстоящего отпуска. Таким образом, Алексей Замский написал сценарий всего за пару дней. В конечном итоге работа над комиксом-антологией началась в декабре 2021 и заняла почти 9 месяцев. Как признавался Котков, команда целенаправленно взяла побольше времени, чтобы досконально её проработать, сделать интересной и разносторонней.

### Издание
Анонс комикса по франшизе «Брат» состоялся на фестивале поп-культуры Bubble Comics Con в декабре 2021 года. Bubble Comics не раскрыло подробностей о будущем проекте и не назвало дату выхода, однако было заявлено, что комикс будет представлять собой сборник из различных сюжетов, написанных и проиллюстрированных сценаристами и художниками издательства. Примерная дата выхода, конец августа, была раскрыта 14 мая в Нижнем Новгороде на «Балабанов-фест» — фестивале, посвящённом творчеству режиссёра Алексея Балабанова. 10 августа 2022 года Bubble представила обложку комикса и продемонстрировала несколько страниц из сборника, а также открыла предзаказ на него. В конечном итоге, выход книги состоялся 27 августа 2022 в Екатеринбурге на фестивале «ГикКон», где её представили Роман Котков, Алексей Замский и Евгений Борняков. Изначальный тираж планировался в районе 5 000—10 000 штук, конечный же составил 7 000 экземпляров. Согласно данным Елены Абрамовой, руководителя PR-отдела сети книжных магазинов «Читай-город», за десять дней с момента выхода книги «Брат. 25 лет» в сети было продано 25 % тиража.
После выпуска произведения прошли его презентации в трёх городах России: в Екатеринбурге 28 августа в магазине сети «Читай-город», в Москве 9 сентября также в «Читай-городе» и в Санкт-Петербурге 16 сентября в книжном магазине «Буквоед». Объём книги составил 154 страницы. В состав сборника, помимо десяти историй о персонажах «Брата», вошли дополнительные материалы в виде галереи фан-артов от художников Bubble по мотивам фильмов дилогии. Основной обложкой послужила иллюстрация авторства Андрея Васина, на которой изображён Данила Багров в свитере и пальто на фоне набережной Петербурга. Также издательством был выпущен дополнительный тираж с двумя альтернативными обложками — каждая из них стала эксклюзивом одного из двух магазинов: интернет-магазина издательства Bubble (авторства Валентина Поткина) и маркетплейса Ozon (авторства Евгения Борнякова), соответственно. Одна из них, художника Валентина Поткина, изображает Данилу в окружении памятных вещей из фильма: обреза, плеера, кассеты, парика Мэрилин и арбуза.

## Восприятие
Обозреватель портала GeekCity.ru Давид Пириянц назвал книгу «кропотливо собранным сборником мини-историй, созданным фанатами и для фанатов дилогии картин Алексея Балабанова». Он посчитал, что «Брат. 25 лет» — это грамотный трибьют «культовой франшизе». Среди положительных сторон комикса Пириянц отметил наличие в книге остросоциальных тем, рассуждений героев, харизматичных персонажей и «до чёртиков пугающих своим реализмом» бытовых сцен. При этом Давид отметил, что «вырос» на оригинальном «Брате» 1997 года и как фаната фильма Алексея Балабанова комикс его очень порадовал. Наиболее лестных отзывов удостоились сюжеты «Вокруг да около» Виталия Терлецкого и Дмитрия Феоктистова, «Где служил» Андрея Воронина и Андрея Васина, «Зеленый чай» Алексея Хромогина и Елизаветы Валиковой, «Старики-разбойники» Алексея Замского и Аскольда Акишина, а также «Фильм поколения» Алексея Замского и Евгения Борнякова. Подытоживая свою рецензию, Пириянц окрестил книгу «одной из лучших новинок отечественной индустрии комиксов этого сезона», а также посоветовал её поклонникам фильмов Балабанова и молодым читателям, которые, по его мнению, могут проникнуться «духом России 90-х».
В рецензии для сайта телеканала «2x2» журналистка Наталья Лобачёва также одобрительно отозвалась о комиксе по фильмам. По мнению Лобачёвой, авторам удалось сюжетно и стилистически «вписаться» в концепт «Брата», а каждая отдельная история, несмотря на разницу в творческой подаче сценаристов и художников разных сюжетов, не кажется в рамках сборника лишней. Стилистику рисунка она охарактеризовала как «выполненную в грязных оттенках», что сочла отличным решением для передачи «ощущения девяностых». Помимо прочего, Наталья обратила внимание на различную жанровую наполненность историй, которые отличаются друг от друга. Самыми удачными из них, по мнению обозревательницы, стали «Вокруг да около» Виталия Терлецкого и «Старый друг» Надежды Коноваловой и Юлии Казаниной. Первую Лобачёва посчитала «настоящим кладом», а выделяющей её деталью назвала пословицы, часто звучавшие в фильмах, из которых Терлецкому «удалось собрать полноценную историю с завязкой, кульминацией и концовкой». Работа Надежды Коноваловой понравилась журналистке из-за полностью женского состава авторов и тем, что это единственная в сборнике история, посвящённая женским персонажам. Другие истории, по мнению Натальи, читатели могут счесть неоднозначными из-за излишней патриотичности или «грубости», однако даже такие детали не идут врознь со стилистикой самих фильмов Балабанова. Книга также попала в список рекомендуемых редакцией канала комиксов издательства Bubble.
Дмитрий Сосновский в обзоре на комикс для сайта «Год литературы» высказал мнение, что некоторые из сюжетов удались лучше, какие-то — хуже, при этом все они соответствуют тону «Брата». Сосновский посчитал, что истории о «беспокойных» 90-х в 2022 году особо актуальны. Кроме того, по его мнению, сюжеты пронизаны «светлой грустью и ностальгией» по ушедшей «честной простоте и наивности». Наилучшей историей сборника Дмитрий назвал «Брат 2102», чьё действие происходит в сеттинге киберпанка. Журналист «Российской газеты» Богдан Бобров посчитал, что в комиксе легко прослеживается любовь авторов к первоисточнику, похвалил качество рисунка и разнообразность стилистики, отметил многочисленные отсылки к оригинальным фильмам дилогии. Подытоживая обзор, Бобров назвал сборник комиксов «замечательным подарком» для поклонников «Брата». Константин Глыба в обзоре для сайта TeleProgramma.pro заметил, что комикс раскрывает подробности некоторых сцен, оставшиеся за кадром фильма.